# Toxostoma lecontei
Toxostoma lecontei là một loài chim trong họ Mimidae.
Loài chim này được tìm thấy ở Tây Nam Hoa Kỳ và tây bắc Mexico. Chúng ưa thích sống ở sa mạc với thảm thực vật rất nhỏ, nơi chúng có màu sắc hòa lẫn với đất cát. Đây là chim không di cư và cư trú trong một lãnh thổ hàng năm. Mặc dù loài chim này đã sụt giảm ở một số khu vực trong phạm vi phân bố, đặc biệt là California, số lượng vẫn còn dồi dào, đủ để không bị coi là tình trạng loài dễ bị tổn thương.